# Gun Club Estates
Gun Club Estates es un lugar designado por el censo ubicado en el condado de Palm Beach en el estado estadounidense de Florida. En el Censo de 2010 tenía una población de 776 habitantes y una densidad poblacional de 2.377,9 personas por km².

## Geografía
Gun Club Estates se encuentra ubicado en las coordenadas 26°40′31″N 80°6′29″O / 26.67528, -80.10806. Según la Oficina del Censo de los Estados Unidos, Gun Club Estates tiene una superficie total de 0.33 km², de la cual 0.33 km² corresponden a tierra firme y (0%) 0 km² es agua.

## Demografía
Según el censo de 2010, había 776 personas residiendo en Gun Club Estates. La densidad de población era de 2.377,9 hab./km². De los 776 habitantes, Gun Club Estates estaba compuesto por el 80.15% blancos, el 8.63% eran afroamericanos, el 0.26% eran amerindios, el 1.03% eran asiáticos, el 0% eran isleños del Pacífico, el 9.28% eran de otras razas y el 0.64% pertenecían a dos o más razas. Del total de la población el 62.63% eran hispanos o latinos de cualquier raza.